# 당사자주의
당사자주의(當事者主義)란 형사소송에 있어 소송당사자에게 소송의 주도적 지위를 주어 당사자 상호 간에 공격·방어를 중심으로 심리가 진행되고 법원은 제3자적 입장에서 양당사자의 주장과 입증을 판단하기만 하는 주의를 뜻하는 것으로 법원에 소송의 주도권을 인정하는 직권주의와는 대립한다.
처분권주의는 널리 변론주의를 포함하여 당사자주의(adversarial system)로도 쓰이며, 이를 직권주의에 대응시키고 있다. 처분권주의는 소송물에 대한 자유를 말하며 변론주의는 소송자료(사실과 증거)에 대한 자유를 말한다.
당사자주의와 직권주의 모두는 탄핵주의적 소송구조를 전제로 하는 개념이다. 규문절차에 있어서 소송당사자가 존재하지 않고, 심리절차는 재판기관의 일방적인 절차에 지나지 않았으므로 소송의 주도권이 법원에 있느냐, 죄인에게 있느냐의 여부는 문제되지 않았다. 기존의 구형사소송법은 대륙법계의 직권주의적 소송구조였으나 현행 형사소송법은 구형사소송법에 비해 당사자주의적 성격이 강화되었다.

## 한국 형사소송법의 당사자주의 요소
- 공소제기로 인한 심판범위의 확정(제254조)
- 공소장 변경신청(제298조)
- 제1회 공판기일의 유예(제269조)
- 교호신문(상호신문)제도(제161조의 2)
- 시기에 늦은 증거신청의 각하(제294조②)
- 증거동의(제318조)
- 검사의 의견진술(제302조)
- 변호인과 피고인의 최후진술(제303조)
- 공판준비절차(제266조의 5)
- 공소장부본의 송달(제266조)
- 모두진술(제285조， 제286조)
- 당사자의 신청에 의한 증거조사(제294조①)
- 전문법칙(제310조의2)
- 탄핵증거(제318조의2)
- 검사와 피고인의 출석(제275조② 제276조)
- 증거개시절차(제266조의3， 제11조)
- 공판준비기일 종결의 효과(제 266조의 13)
- 공소장일본주의(규칙 제118조②)

## 형사소송법 판례
- 우리나라 형사소송법은 그 해석상 소송절차의 전반에 걸쳐 기본적으로 당사자주의 소송구조를 취한다.[1]
- 당사자주의를 그 소송구조로 하고 있는 현행 형사소송법 체계에서는 소송범죄사실 또는 피고인의 변소사실이 증거가 없거나 불충분한 경우에 불이익을 받을 당사자는 바로 검사이거나 피고인이므로 공소범죄사실에 대한 입증책임은 검사에게 있고 증거가 없거나 불충분하여 의심스러운 경우에는 피고인의 이익으로 판단하여야 한다.[2]

## 같이 보기
- 직권주의
- 처분권주의
- 변론주의